# Oakleaf Plantation
Oakleaf Plantation ist ein census-designated place (CDP) im Clay County im US-Bundesstaat Florida. Das U.S. Census Bureau hat bei der Volkszählung 2020 eine Einwohnerzahl von 31.034 ermittelt. 

## Geographie
Oakleaf Plantation liegt rund 10 km südwestlich von Jacksonville und etwa 30 km nordwestlich von Green Cove Springs. Der CDP wird von der Florida State Road 23 durchquert.

## Demographische Daten
Laut der Volkszählung 2010 verteilten sich die damaligen 20.315 Einwohner auf 6.924 Haushalte. 58,8 % der Bevölkerung bezeichneten sich als Weiße, 25,3 % als Afroamerikaner, 0,3 % als Indianer und 7,9 % als Asian Americans. 3,2 % gaben die Angehörigkeit zu einer anderen Ethnie und 4,5 % zu mehreren Ethnien an. 13,0 % der Bevölkerung bestand aus Hispanics oder Latinos.
Im Jahr 2010 lebten in 60,2 % aller Haushalte Kinder unter 18 Jahren sowie 9,6 % aller Haushalte Personen mit mindestens 65 Jahren. 84,3 % der Haushalte waren Familienhaushalte (bestehend aus verheirateten Paaren mit oder ohne Nachkommen bzw. einem Elternteil mit Nachkomme). Die durchschnittliche Größe eines Haushalts lag bei 3,25 Personen und die durchschnittliche Familiengröße bei 3,52 Personen.
38,2 % der Bevölkerung waren jünger als 20 Jahre, 30,5 % waren 20 bis 39 Jahre alt, 24,5 % waren 40 bis 59 Jahre alt und 6,8 % waren mindestens 60 Jahre alt. Das mittlere Alter betrug 30 Jahre. 48,2 % der Bevölkerung waren männlich und 51,8 % weiblich.
Das durchschnittliche Jahreseinkommen lag bei 72.156 $, dabei lebten 7,7 % der Bevölkerung unter der Armutsgrenze.